# Reserva Natural de Pühametsa
A Reserva Natural de Pühametsa é uma reserva natural localizada no Condado de Saare, na Estónia.
A área da reserva natural é de 57 hectares.
A área protegida foi fundada em 2007 para proteger valiosos tipos de habitat e espécies ameaçadas na aldeia de Kõljala e em Masa (ambas na antiga freguesia de Pihtla).